# Arnaldo Raimondo I di Pallars Jussà
Arnaldo Raimondo I di Pallars Jussà (in spagnolo Arnaldo Ramón, in catalano Arnau Ramon, in francese Arnaud Raymond; seconda metà secolo XI – 1112 circa) fu Conte di Pallars Jussà dal 1098 alla sua morte.

## Origine
Secondo il capitolo n° XXXVI del libro XLVI della España sagrada. 46, De las santas iglesias de Lérida, Roda y Barbastro, Pietro Raimondo era il figlio secondogenito del Conte di Pallars, Raimondo IV e di Valença de Tost, che era figlia di Arnau Mir de Tost, signore di Àger. e della moglie Arsenda (confermato dal testamento di Arsenda.

Secondo il capitolo n° XXXVI del libro XLVI della España sagrada. 46, De las santas iglesias de Lérida, Roda y Barbastro, Raimondo IV di Pallars Jussà era il figlio primogenito del Conte di Pallars ed ex Conte consorte di Ribagorza, Raimondo III e di Ermesinda, di cui non si conoscono gli ascendenti.

## Biografia
Nel 1068, Arnaldo Raimondo viene citato nel testamento della nonna materna, Arsenda, assieme alla madre, Valença (filia mea Valentia...filio suo Arnallo).
Nel 1072, Arnaldo Raimondo viene citato nel testamento del nonno materna, Arnau Mir (Arnallus Mironis filius), assieme alla madre, Valença (nepto meo Arnallo et...filiam meam Valentiam comitissam), come da documento n° 99 del Collecció diplomàtica de Sant Pere d´Àger fins 1198, Vol. I.
Nel 1079, secondo il documento n° CCXCII della Marca Hispanica, Appendix, Arnaldo Raimondo, assieme ai genitori, Raimondo IV e Valença de Tost e al fratello, Pietro Raimondo (Raimundus Paliarensis comes atque indigena proles condam Raimundi comitis cum uxore mea Valença comitissa filiis quoque nostris Petro et Arnallo) fece una donazione alla chiesa di Tremp.
Non si conosce la data esatta della morte di suo padre, Raimondo IV, ma fu prima del 1º aprile 1100, in quanto in quella data, suo fratello, Pietro Raimondo (Petrus Dei gratia comes Pallariensis), secondo il documento n° CCCXXIII della Marca Hispanica, Appendix, fece una donazione in suffragio dell'anima di entrambi i genitori (parentum meorum Raymundi videlicet atque Valentiæ), mentre il documento n° CCCXXIV della Marca Hispanica, Appendix, inerente ad una donazione fatta ancora da Pietro Raimondo, assieme ai fratelli, Arnaldo Raimondo I e Bernardo Raimondo (ego Petrus comes cum fratribus meis Arnallo atque Bernardo), precisa che Raimondo IV morì prima di Valença de Tost.

Arnaldo Raimondo ed il fratello, Pietro Raimondo succedettero a Raimondo IV; Arnoldo Raimondo era in sottordine al fratello.
Nel 1102, Arnaldo Raimondo I (Arnallus Raimundi nepos Arnalli Mironi de Tost), secondo il documento n° 184 del Collecció diplomàtica de Sant Pere d´Àger fins 1198, Vol. I, fu protagonista di una disputa col monastero di Sant Pere d´Àger.
Arnaldo Raimondo, insieme ai suoi fratelli Pietro Raimondo, Bernardo Raimondo e Lorena tra il 1100 ed il 1112, ha fondato la chiesa canonica di Santa Maria di Mur, e, nel 1109, ha fatto alcune donazioni alla chiesa di Urgell.
Arnaldo Raimondo morì verso il 1112, poco prima di suo fratello Pietro Raimondo I, e dopo la morte di quest'ultimo, la contea passò all'altro fratello Bernardo Raimondo I.

## Matrimonio e discendenza
Arnaldo Raimondo aveva sposato Almodis di Cerdayna, figlia di Enrico di Cerdayna, figlio del Conte di Cerdanya e del Conflent, Raimondo di Cerdanya, come ci viene confermato dalle Gesta Comitum Barchinonensium.

Arnaldo Raimondo da Almodis di Cerdayna ebbe un figlio:
- Arnaldo Mir († 1174 circa), Conte di Pallars Jussà[17].

Dopo essere rimasto vedovo, prima della fine del secolo XI, Arnaldo Raimondo si sposò, in seconde nozze, con una donna di cui non si conoscono gli ascendenti Adelaide, che è citata come moglie di Arnaldo (Adalais prædicti Arnalli conjux) nel documento n° CCCXXIV della Marca Hispanica, Appendix.

Arnaldo Raimondo da Adelaide ebbe due figli:
- Raimondo
- Berengario

### Fonti primarie
- (LA) España sagrada. 46..
- (LA) Collecció diplomàtica de Sant Pere d´Àger fins 1198 (PDF) (archiviato dall'url originale il 5 marzo 2016)..
- (LA) Marca Hispanica..
- (LA) Rerum Gallicarum et Francicarum Scriptores, Tomus XII..

### Letteratura storiografica
- (EN) The Development of Southern French and Catalan Society, 718-1050, su libro.uca.edu.